# 绍斯沃尔德
绍斯沃尔德（Southwold）是英國英格蘭的一個城鎮，位於薩福克郡的北海海岸線。當地的主要地標有绍斯沃尔德燈塔。鎮上的主要產業是旅遊業。